# Здоровье (телепередача)
«Здоро́вье» — советская и российская еженедельная телепрограмма о здоровье человека и обо всём, что с этим связано. Выходит в эфир на «ОРТ/Первом канале» по воскресеньям с 7:25 до 8:30. Ведущая и руководитель телепередачи — Елена Малышева.

## История

Кадр из заставки программы в 1960—1992 годах

Впервые программа вышла в эфир в 1960 году. Первые выпуски вёл телевизионный диктор. Затем в феврале 1960 года её стала вести журналистка Алла Мелик-Пашаева, которая семь лет была сценаристом, редактором и ведущей программы.
С 23 февраля 1969 года более 20 лет ведущей программы была Юлия Белянчикова, профессиональный врач по образованию. Передача c её участием стала одной из самых популярных на советском телевидении. За то время пока она вела программу, поток писем от телезрителей в адрес «Здоровья» возрос с 60 писем в год до 160 тысяч в год. На вопросы телезрителей давались ответы как во время эфира, так и в личной переписке. Для этого в штате программы работали четыре квалифицированных врача. Юлия Белянчикова вела «Здоровье» вплоть до 1992 года. В 1992 году передача на 1-м канале Останкино транслировалась с сурдопереводом.
Передачу закрыли в связи с переходом Первой программы ЦТ в РГТРК «Останкино», которое в 1992 году кардинально изменило сетку вещания.
После пятилетнего отсутствия программы в эфире, в 1997 году на «ОРТ», по приглашению продюсера художественных, развлекательных и просветительных программ Сергея Шумакова, пришла Елена Малышева, ранее работавшая на «РТР» в рубрике «Врача вызывали?» в программе «Деловая Россия», и ей предложили вести возрождённую программу «Здоровье». Продюсером нового варианта программы стал Алексей Пиманов, производителем — «телекомпания РТС» (позже — «Останкино»). До появления Малышевой было отснято шесть пробных выпусков, один из которых провела Татьяна Друбич. Весь сентябрь по «ОРТ» шёл проморолик «К вам возвращается здоровье». После чего 3 октября 1997 года программа снова вышла в эфир.
За время существования в постсоветские годы программа неоднократно меняла жанр.
С 3 октября 1997 по 2 октября 1999 года она выходила в эфир в жанре телевизионного журнала.
С 9 октября 1999 по 30 сентября 2000 года — в формате научно-популярной программы о здоровье.
С 7 октября 2000 по 2 августа 2003 года программа выходила в эфир в жанре ток-шоу о здоровье с приглашёнными знаменитостями и детьми в студии. Некоторое время в утренних повторах на «Первом канале» транслировалась с сурдопереводом. С 5 января 2002 по 6 декабря 2014 года радиоверсия передачи также выходила на «Радио России» по субботам в 9:30.
В 2002—2003, в 2010 и с 2015 года программа уходит в летний отпуск, причём в 2003 и 2010 годах он был относительно коротким и составлял 3 недели.
С 30 августа 2003 по 26 августа 2006 года «Здоровье» выходило в формате телевизионной операционной.
Со 2 сентября 2006 по 27 марта 2011 года программа снова выходила в жанре научно-популярной программы о здоровье.
С 3 апреля 2011 по 24 июля 2016 года программа представляла собой воскресный выпуск другой программы Малышевой «Жить здорово!», с теми же декорациями и ведущими, а также использованием муляжей и костюмов человеческих органов. Формат подразумевал приглашение в студию известной личности, которую затем предстояло обследовать прямо в эфире. Деления на рубрики в этом формате «Здоровья», в отличие от «Жить здорово!», не было — обсуждалась конкретная тема.
До 29 июня 2014 года программа завершалась демонстрацией титров с указанием съёмочной группы.
С 28 августа 2016 года программа вновь выходит в жанре научно-популярной программы о здоровье.

## Рубрики
В первые девять лет существования в постсоветские годы в передаче подразумевалось деление на рубрики. От него отказались в сентябре 2006 года (кроме «Детской рубрики» — она закрылась в сентябре 2007 года).
- Домашняя аптечка — рубрика, где рассказывали, какие лекарства и в каком случае применяются. Рубрика была с 3 октября 1997 по 2 октября 1999 года.
- Медицинские новости — новости о медицине в разных странах мира. Рубрика существовала до 29 июля 2006 года.
- Детская рубрика — рубрика, в которой принимали участие дети, которым давали полезные советы. Рубрика существовала с 3 октября 1997 по 15 сентября 2007 года. С 14 октября 2006 по 15 сентября 2007 года рубрика выходила с очень большими перерывами.
- Правда жизни — исторические факты о здоровье. Рубрика была с 2003 по 2006 год.
- Мои родители — врачи — рубрика, которая рассказывала о людях, у которых папа и мама были врачами. Рубрика была с 2002 по 2006 год.
- Специальная экспертиза — рубрика была с 21 сентября 2002 по 2 августа 2003 года.
- Советы от здоровья — рубрика, где Елена Малышева давала полезные советы, например, что делать, если у ребёнка высокая температура. Рубрика выходила с 27 марта по 10 июля 2004 года.

## Резонансные эпизоды
- В выпуске от 12 января 2008 года Елена Малышева усыпила крысу для проведения эксперимента[22]. Это вызвало сильное негодование со стороны многих российских телезрителей[23]. В ответ на обвинения ведущая Елена Малышева заявила, что в результате проведённого эксперимента ни одно животное не пострадало, а уже через 40 минут крыса очнулась, начала двигаться и вернулась к своей нормальной жизни[24].
- В ноябре 2014 года общественное движение в защиту прав родителей и детей «Межрегиональное родительское собрание» решило направить жалобу в Генпрокуратуру РФ на передачи «Здоровье» и «Жить здорово!»[25]. По мнению обратившихся, данные передачи занимаются пропагандой начала ранней половой жизни среди несовершеннолетних и растлением молодёжи[25]. В качестве примера они привели ряд названий выпусков обеих передач, среди них — «Вся правда о влагалище», «Моделирование эрекции», «Как правильно выбрать и надеть презерватив», «Что происходит во время оргазма», «О безвредности мастурбации»[25].